# 北海道札幌東高等学校
北海道札幌東高等学校（ほっかいどうさっぽろひがしこうとうがっこう）は、北海道札幌市白石区菊水に所在する公立高等学校。
略称は東高（ひがしこう）。

## 概要
- 明治時代に設立された女子職業学校を起源とし、旧制高等女学校を前身とする公立高校である。
- 札幌市の中心部（都心に隣接する住宅街）に位置しており、通学のための交通手段がJR北海道函館本線（苗穂駅）、札幌市営地下鉄東西線（菊水駅または東札幌駅）、ジェイ・アール北海道バス空知線（菊水9条3丁目・東高前・上白石小学校前バス停）と三通りある。中距離電車の停車するJR駅に近いことから、札幌市内のみならず近郊の市町村からの通学生の多いことも特徴である。ただし、住宅街に位置すること、周りが規模の大きい道路に囲まれているなどの理由から、交通事情の事由により自転車通学は禁止されている。
- 服装は学校指定の制服である。男子は黒の詰襟学生服に、校章入り金ボタンを装着する。女子は、襟に白色二本ラインが入ったセーラー服(夏期は白、冬期は濃紺)である。体育着は2015年度から変更された。2019年度より、再度変更されている。色は緑、赤、青の3種類。学年別に分けられている。また、校内で履く指定の上靴についても各学年の色と同じものになっている。

## 沿革

### 全日制
- 1907年5月1日 - 札幌区立女子職業学校として開校、札幌女子尋常高等小学校（北1条西4丁目、現・札幌グランドホテル所在地）を仮校舎とする[1]。
- 1908年10月1日 - 中島遊園地の一角の「幌南学校」（実業家山崎孝太郎が1899年に設立した困窮家庭の子女のための学校[2]。山崎の死により翌1908年廃校[3]）跡地に校舎の一部を改築して、移転（現･札幌パークホテル所在地）[4][注釈 1]。
- 1920年4月1日 - 札幌区立実科高等女学校と改称[5]。
- 1922年
  - 3月31日 - 札幌区立高等女学校と改称[6]。
  - 8月1日 - 市制施行[7]により、札幌市立高等女学校と改称。
- 1925年3月25日 - 夜学校、市立実業女学校が併設[8]。
- 1943年 - 北海道初等科准訓導養成所を附設、入所式挙行。
- 1944年8月19日 - 本校附属看護婦養成所開所式を設立[9]。
- 1948年4月1日 - 学制改革により、札幌市立第一高等学校と改称[10]。
- 1950年
  - 4月1日 - 男女共学制実施[11]。
  - 5月1日 - 再編成により生徒・職員異動[12]。
  - 7月11日 - 高等学校の統合により、北海道札幌東高等学校と改称（4月1日に遡って適用）[13]。
- 1953年11月 - 現校地へ移転。新校舎落成記念式典にて、現校歌発表[12]。
- 1955年4月1日 - 札幌市立から北海道立に移管[14]。
- 1966年 - 格技場落成式挙行。
- 1967年 - アメリカ合衆国オレゴン州ポートランド市グラント高校との姉妹校盟約に調印。
- 1972年8月26日 - 新体育館落成式挙行[12]。
- 1981年12月5日 - 新校舎（現校舎）落成記念式典挙行[12]。
- 1993年4月1日 - 2学期制開始[12]。
- 2007年10月7日 - 創立100周年記念式典挙行[12]。
- 2017年10月25日 - 創立110周年記念表彰・講演会[12]。

### 定時制
- 1966年4月1日 - 定時制課程普通科1学級併置[12]。

## 校歌
現在の校歌は、1953年11月に制定、新校舎落成記念式典にて発表された。風巻景次郎により作詞、池内友次郎により作曲されたものである。

## 行事
- 入学式

1学年(基本320人、(＋留年生))の入学のための式典。
- 新入生歓迎プログラム（いわゆる新入生歓迎会）

入学式翌日から4月いっぱいに渡って各種の歓迎行事が行われる。教師陣や学友会からの学校説明に始まり、部活動紹介や、「先輩に聞く!」と題して、上級生から学生生活などについての説明が行われる。さらに、新入生歓迎会では、全学年縦割りで綱引き、○×ゲームなど各種競技を行い、交流を育む。2、3学年は主に仮装での参加で大きな盛り上がりを見せる。
- 壮行式

年に何度か部活動の大会前、体育館にて集会形式で全校生徒参加で応援を行う。学友会メンバーで形成された応援団が毎回登場し、全校生徒で三三七拍子を行い、大会出場選手にエールを送る。
- 東高祭

学友会行事の中で最も大規模な行事であり、毎年夏休み前の7月に3日間行われる。東高祭前には各クラスで「POPアート(壁面立体アート)」の作成が行われ、クラス対抗で完成度を競い、3日目で結果が発表される。1日目は開会式と東高祭のメインイベントである「のど自慢大会(通称のど自)」の一回戦が行われる。例年大きな盛り上がりを見せる「のど自慢大会」は全学級が参加し、クラス対抗のトーナメント方式で行われる。クラスから選ばれた代表者もしくはチームが出場し、歌、ダンスなどが演じられ、選任された採点者の多数決によって勝敗を決する。2日目は校内交流、3日目は一般公開となる。3日目はクラス毎の出店の他、生徒による有志発表、一発芸大会、文化系部活からの出展や、学友会や同窓会からの出品もある。主に1学年において、浴衣で参加する女子生徒も多く、私服での参加も許可されている。3日目の閉会式において、「のど自慢大会」の決勝、「POPアート」やクラス毎の出店の結果発表が行われ、東高祭の全日程がこれにて幕を閉じる。過去には、閉会式の後に後夜祭が行われた。後夜祭は、グランド中央にキャンプファイヤーを灯し、フォークダンスを行うのが恒例であった。また、4日間に渡って行われた時期もあり、クラス別の演芸大会、仮装行列などの催し物があった。 2021年は新型コロナウイルス感染対策のため、体育館と各教室をzoomで繋ぎ、半オンラインの学校祭となった。校舎前の駐車場にキッチンカーが集結した。
- 体育大会

毎年、夏休み明けの8月、予選から決勝まで2日間に渡って行われる。サッカー(男子のみ)、バスケットボール、バレーボール、卓球、ソフトボール(キャッチャー以外女子のみ。雨天の場合は別競技)、などの球技種目をクラス対抗で競う。なお、2021年は新型コロナウイルスの感染状況を鑑み、中止の決断が下された。
- 見学旅行（2学年）

10月初め頃に行われ、京都、奈良など関西方面と東京などの関東方面の旅程である。1999年から、私服での参加となった。自由行動の時間が他校と比較すると多く、京都から関東まで一日中自主研修を行うという他校に類を見ない旅程が存在する。
- 宿泊研修（1学年）

2015年度入学者からスキー研修ではなく、5月ごろの夕張研修となった。過去には、現在は北海道知事の鈴木直道夕張市長(当時)の講演会なども行われた。かつては2月にニセコでのスキー研修を兼ねて行われていた。2021年は例年使用していた夕張市施設の経営状態が悪化し宿泊できるか不透明なため、行き先が変更になっている。
- 卒業式

## 部活動
| 文化系部 - 科学 - 生物 - 美術 - 映画研究 - 合唱 - ESS - 写真 - 文芸 - 茶道 - 華道 - 書道 - パソコン - ボランティア - フォークソング | 運動系部 - 男女バスケットボール - 男女バレーボール - サッカー - 陸上 - 男女硬式テニス - 男女ソフトテニス - 野球 - 卓球 - 体操 - 男女バドミントン - 剣道 | 同好会 - 競技かるた - 柔道 - 演劇 | 局 - 吹奏楽 - 図書 - 放送 |

### 主な活動成績
- 1948年 - 第1回全国高等学校総合体育大会陸上競技大会　女子400Mリレー　優勝
- 1950年 - 第1回全国高等学校総合体育大会バドミントン競技大会 女子優勝
- 1952年 - 第3回全国高等学校総合体育大会バドミントン競技大会 女子3位
- 1959年 - 第26回NHK全国学校音楽コンクール 2位
- 1960年 - 第27回NHK全国学校音楽コンクール 2位
- 1960年 - 第4回全国高校新聞コンクール　2位
- 1964年 - 第17回全日本合唱コンクール 優秀賞
- 1964年 - 第8回全国高校新聞コンクール 金賞
- 1965年 - 全国計算尺競技大会 2位
- 1969年 - 第15回全国高等学校演劇大会 優秀賞、創作脚本賞
- 1970年 - 第37回NHK全国学校音楽コンクール 優秀賞
- 1984年 - 第2回全国高等学校クイズ選手権全国大会出場
- 1984年 - 第3回全国高等学校クイズ選手権全国大会出場
- 1993年 - 第46回全日本合唱コンクール 銅賞
- 1993年 - 第40回NHK杯全国高校放送コンテスト アナウンス部門3位
- 2003年 - 第27回全国高等学校総合文化祭 囲碁男子個人戦優勝
- 2005年 - 第43回全国高等学校総合体育大会サッカー出場（全道大会準優勝）
- 2015年 - 第62回NHK杯全国高校放送コンテスト 創作テレビドラマ部門 優良賞
- 2016年 - 第40回全国高等学校総合文化祭 放送部門 アナウンス部門 審査員特別賞
- 2017年 - 第64回NHK杯全国高校放送コンテスト ラジオドキュメント部門 制作奨励賞
- 2023年 - 令和5年度全国高等学校総合体育大会競泳男子200メートル・バタフライ3位

## 学友会
札幌東高校に通う全生徒が所属している。その中で会長をはじめとする役員で構成されるのが学友会総務という組織である。学友会総務は入会方法などは他部活とほぼ同じであり、特別な場合を除き一部活として扱われる。名称は違うものの所謂一般的な生徒会としての役割が与えられている。年一回、選挙によって会長が選出される。また、その他の役員は会長の指名により執行委員の中から決められる。主な役職として、副会長、書記長、書記、会計幹事、会計委員、庶務幹事、庶務、自治委員長、保健委員長が存在する。また、行事ごとに総責任者が任命される。東校祭その他の生徒活動の運営の他、学友会誌「ひがし」を年一回発行する。また、札幌南高校、札幌北高校、札幌西高校の生徒会と共に毎年12月ごろ、「四校会談」という交流会が行われ委員の見識を深めている。学友会の歴史は、学校創立後まもなくの1909年、自彊会が設立されたのがはじめとされる。近年は生徒の声を聞く投稿ボックスが設置され、生徒と共に学校を作り上げるという姿勢を示している。

## 同窓会
はじめ静修会、後に園生会として同窓会組織があったが、北海道札幌東高等学校として男女共学になった後、札幌東高等学校同窓会として統合された。毎年、総会や懇親会が執り行われている。1922年の同窓会組織（静修会）によって、札幌静修会女学校（現在の札幌静修高等学校）が創設された。

## その他
- 1911年、当時の皇太子（後の大正天皇）による札幌行啓の際に来校、授業参観が行われた。また、1949年、高松宮、秩父宮の両宮様が来校しスクエアダンスを見学した。
- 1937年2月23日、校舎が火事に遭い、発生後から1時間足らずでほぼ全焼した。小学校の校舎を仮校舎として授業が進められ、翌年の1938年8月10日に新校舎が落成した。1937年は創立30周年に当たり、記念式典が予定されていたが、延期、翌年の新校舎落成後に挙行されている。また、災害による生徒の混乱や虚脱解消のため、札幌市に依属して新校歌として第二校歌が作成された。
- 戦時中の1945年4月から8月の間、校舎が日本陸軍被服廠所所属の工場として転用された。
- 1960年代の学生運動が盛んな時代、1969年に学友会の自治権問題から東校紛争が起こった。デモ行進やビラ配布、アジ演説などがさかんに行われた。1970年、全共闘より敗北宣言が出され紛争は収拾した。
- 高女時代から続く伝統的行事としてマラソン大会があった。しかし、交通事情等の点から、1966年をもって中止された。他に、かつて行われていた行事として、遠足や柔道大会などがある。
- 校舎二階の吹き抜け箇所に、彫像「希望」が設置されている。これは、創立60周年記念事業の際に寄贈を受け、1967年から1981年の間旧校舎の中庭に置かれ、その後、1987年に復元されたものである。
- 現在の校舎は1981年に建てられたもので、それまでは1953年に建てられた木造校舎であった。当時、札幌市内の高校において唯一の木造校舎であり、冬季の寒さは殊に厳しかったという。

## 著名な出身者

### 政治・行政
- 遠藤昭雄（元文部科学省研究振興局長、元国立教育政策研究所所長、元国立大学財務・経営センター理事長）[要出典]
- 高井修  (元北海道副知事)
- 丹波實（元外務審議官、元在ロシア特命全権大使）
- 原田裕（恵庭市長）
- 伴次雄（元林野庁長官、元緑資源機構理事長、元全国森林レクリエーション協会理事長）

### 経済
- 木村勇市（元キムラ会長、元ジョイフルエーケー社長）
- 寺下史郎（アイ・アール ジャパンホールディングス設立者・社長・CEO、日本の富豪ランキング42位）
- 平公夫（ナシオ社長、コープさっぽろ会長）
- 平井睦雄（進学会創業者・会長）
- 松浦茂樹（Webメディアディレクター、元ハフポスト日本版編集長）
- 森川實（元日本エアシステム社長）
- 柳本孝志（ウェルネット創業者・元会長、元ナノ・メディア社長）

### 学問
- 青池愼一（社会心理学者、慶應義塾大学名誉教授）
- 浅見公子（法学者、成城大学名誉教授）
- 五十嵐恒夫（農学者、北海道大学名誉教授）
- 石田英夫（経営学者、慶應義塾大学名誉教授）
- 一ノ宮修（工学者、北海道工業大学教授）
- 追塩千尋（歴史学者、北海学園大学名誉教授）
- 大友敏明（経済学者、立教大学名誉教授）
- 奥谷浩一（哲学者、元札幌学院大学学長）
- 片山宏行（国文学者、青山学院大学教授）
- 加藤茂夫（経営学者、専修大学名誉教授）
- 川成洋（英文学者、スペイン史学者、評論家、法政大学名誉教授）
- 黒田重雄（経営学者、北海道大学名誉教授）
- 媚山政良（工学者、室蘭工業大学名誉教授）
- 櫻井政経（工学者、元道都大学学長、元学校法人北海道櫻井産業学園理事長）
- 佐藤和生（仏文学者、同志社大学名誉教授）
- 篠田優（法学者、北星学園大学教授）
- 杉田護（植物学者、名古屋大学教授）
- 鈴木敬夫（法学者、札幌学院大学名誉教授）
- 丹保憲仁（工学者、元北海道大学総長、元放送大学学長、北海道立総合研究機構理事長）
- 富野康日己（医学者、順天堂大学教授）
- 中澤千磨夫（国文学者、北海道武蔵女子短期大学教授）
- 浜垣秀樹（物理学者、東京大学教授）
- 半田正夫（法学者、弁護士、元青山学院大学学長、青山学院理事長）
- 稗貫俊文（法学者、北海道大学名誉教授、北海学園大学教授）
- 布施晶子（社会学者、元札幌学院大学学長）
- 保木邦仁（物理化学者、電気通信大学准教授、将棋ソフトBonanza開発者）
- 穂積保（法学者、東京理科大学教授）
- 前田ケイ（社会学者、ルーテル学院大学名誉教授）
- 宮島初子（教育者、宮島学園創立者）
- 谷地弘安（経営学者、横浜国立大学理事・副学長）
- 渡辺信二（米文学者、立教大学名誉教授、山梨英和大学副学長）

### 文化
- 東直己（小説家）
- 阿部典英（彫刻家、元北海道浅井学園大学教授）
- 井岡雅宏（アニメーション美術監督）
- 板津邦夫（彫刻家、北海道教育大学名誉教授）
- 岡部昌生（美術家、札幌大谷大学短期大学部教授）
- 亀谷彰一（トロンボーン奏者、名古屋音楽大学講師）
- 貴音三郎助 (3代目)（長唄唄方、人間国宝）
- 木村多伎子（版画家）
- 工藤恒美（漫画家）
- 久保田滋（小説家）
- 近藤純夫（エッセイスト、翻訳家、冒険家）
- 杉村悦郎（伝記作家）
- 曽我部司（ノンフィクション作家）
- 竹山実（建築家、武蔵野美術大学名誉教授、イリノイ大学名誉教授）
- 千田モト（舞踏家）
- 富樫倫太郎（小説家）
- 豊島輝彦（画家、元札幌大谷大学短期大学部教授）
- 花田和治（画家）
- 樋口雅山房（書家）
- 蛭田亜紗子（小説家）
- 藤田和子（漫画家）
- 保阪正康（ノンフィクション作家、評論家）
- 松本修（演出家、MODE主宰、近畿大学教授）
- 森雅之（漫画家）
- 森みつ（詩人）
- 山本益博（落語評論家、料理評論家）
- 吉田友昭（ピアニスト）

### 芸能
- 石井敏郎（声優、元加須市議会議員）
- 工藤篤子（ゴスペルシンガー）
- 黒木しのぶ（女優）
- 佐々木幸男（シンガーソングライター）
- じゅんぺい（しろっぷ、お笑い芸人）
- 関口篤（俳優、声優）
- まつだ志緒理（声優）
- 室田日出男（俳優）

### マスコミ
- 稲田秀樹（テレビ東京プロデューサー、映画プロデューサー）
- 管野暢昭（HBCアナウンサー）
- 熊谷光紗（ラジオパーソナリティ）
- 小松靖（テレビ朝日アナウンサー）
- 佐々木真奈美（フリーアナウンサー、元山形テレビアナウンサー）
- 曽根優（NHKアナウンサー）
- 福井慎二（NHKアナウンサー）
- マダムケロコ（元HBCラジオパーソナリティ、FMりべーるパーソナリティ）

### スポーツ
- 伊東秀仁（日本スケート連盟フィギュアスケート委員長）
- 上杉尹宏（長野オリンピックノルディック複合監督、北海道東海大学教授）
- 小林未奈（カーリング選手）
- 竹内善徳（柔道家、元国際柔道連盟副会長、筑波大学名誉教授）
- 中村宏之（陸上競技指導者、北海道ハイテクAC監督）
- ハワード颯真（プロ格闘家、グラップリング選手）
- 平川元樹（元サッカー選手）